# Grochowscy herbu Junosza
Grochowscy herbu Junosza – staropolski ród szlachecki wywodzący się z 
ziemi przemyskiej. Gniazdem rodziny była wieś Grochowce.
Za historycznego protoplastę rodu uznawany jest Piotr, sędzia ziemski przemyski, właściciel między innymi części wsi Grochowce oraz wsi Hermanowice i Kormanice. Pierwszy z jego synów Jan, stolnik przemyski, odziedziczył Hermanowice i zapoczątkował ród Hermanowskich. Franciszek, drugi syn odziedziczył Kormanice i dał początek rodowi Kormanickich. Trzeci syn, Janusz odziedziczył Grochowce i to on uważany jest za właściwego protoplastę Grochowskich-Junoszów.
Jedna z gałęzi rodu przeniosła się na Podlasie, inni częściowo na Litwę.